# Blatsé (Petrovets)
Blatsé (en macédonien Блаце) est un village du nord de la Macédoine du Nord, situé dans la municipalité de Petrovets. Le village comptait 29 habitants en 2002.

## Démographie
Lors du recensement de 2002, le village comptait :
- Macédoniens : 29